# Кальниболота
Кальниболо́та — село в Україні, у Надлацькій сільській громаді Голованівського району Кіровоградської області. Населення становить 1426 осіб. Колишній центр Кальниболотської сільської ради.

## Історія
У 1752–1764 роках тут розташовувалась 5 рота новосербського Гусарського полку (кінного). Інші назви села: Калниблат, Каниблат, Калниболото.
У 1758 році тут була зведена дерев'яна церква на честь Вознесіння. Грамоту на її освячення дав Єпископ Переяславський Гервасій. Першим священником був Семен Григор'єв.
Станом на 1772 рік, у Кальниболотському шанці існувала дерев'яна однопрестольна Вознесенська церква, цілопарафіяльним священником якої з 1772 року був Іоан Лаленко. Церква підпорядковувалась Новомиргородському духовному Правлінню.
1859 року у селі південних поселенців Єлисаветградського повіту Херсонської губернії мешкало 2079 осіб (1051 чоловічої статі та 1028 — жіночої), налічувалось 367 дворових господарств, існувала православна церква.
Станом на 1886 рік у колишньому державному селі Надлацької волості мешкало 2518 осіб, налічувалось 541 дворове господарство, існували православна церква, школа, 7 лавок, відбувались базари по понеділках.
За даними 1894 року у селі мешкало 4078 осіб (2042 чоловічої статі та 2036 — жіночої), налічувалось 722 дворових господарств, існували православна церква, єврейський молитовний будинок, земська й церковно-парафіяльна школи на 143 учні (109 хлопчиків і 34 дівчинки), аптека, фотографія, 23 лавки, 3 шинка, гуртовий склад вина й спирту, пивна лавка.
За переписом 1897 року кількість мешканців зросла до 4992 осіб (2459 чоловічої статі та 2533 — жіночої), з яких 4399 — православної віри, 588 — юдейської.

## Населення
Згідно з переписом УРСР 1989 року чисельність наявного населення села становила 1487 осіб, з яких 653 чоловіки та 834 жінки.
За переписом населення України 2001 року в селі мешкало 1426 осіб.

### Мова
Розподіл населення за рідною мовою за даними перепису 2001 року:
| Мова       | Відсоток |
| ---------- | -------- |
| українська | 97,90 %  |
| російська  | 1,40 %   |
| вірменська | 0,63 %   |

## Уродженці
- Паплінський Станіслав Михайлович - Захисник Донецького аеропорту, військовополонений, поет, автор пісень
- Мамолат Євген Самійлович (1909—1964) — український радянський мистецтвознавець.
- Мамолат Олександр Самійлович (1910—1991) — український медик, Заслужений діяч науки України (1975), Заслужений лікар України (1969), доктор медичних наук (1965), професор (1971), головний фтизіатр України, директор Інституту фтизіатрії та пульмонології НАМН України.
- Магар Володимир Герасимович (1900—1965) — радянський український режисер та актор. Народний артист СРСР.
- М'ятович Валерій Павлович (нар. 1952) — український журналіст.
- Шевцова Ганна Олексіївна — професор Донецького університету.

## Цікаві факти
За даними історика Андрія Гречила, у 1792 році Кальниболота отримала привілей на отримання власного герба.
```
А.Гречило. Українська міська геральдика, Львів, 1998: "Кальниболото - привілей виставлений ЗО квітня 1792 р. У кінці документа подано опис і зображення герба: “в синьому полі зубр”. Малюнок виконаний олівцем - зубр зображений в овальній рамці". 
```